# Адельгейда Ангальт-Бернбург-Шаумбург-Хоймская
 Адельгейда Ангальт-Бернбург-Шаумбург-Хоймская (нем. Adelheid von Anhalt-Bernburg-Schaumburg-Hoym; 23 февраля 1800, Хойм—13 сентября 1820, Ольденбург) — герцогиня Гольштейн-Ольденбургская.

## Биография
Адельгейда была одной из четырёх дочерей принца Виктора II Ангальт-Бернбург-Шаумбург-Хоймского (1767—1812) от брака с Амалией (1776—1841), дочерью принца Карла Кристиана Нассау-Вейльбургского. Она росла вместе с сёстрами Герминой, Эммой и Идой в Хойме в Ангальте. Получила прекрасное образование.
Семнадцатилетняя Адельгейда вышла замуж 24 июля 1817 года в замке замке Шаумбург за тридцатичетырёхлетнего принца Августа Ольденбургского (1783—1853), сына Петра Ольденбургского и Фридерики Вюртембергской. Союз описывается как счастливый, но Адельгейда умерла через три года замужества. Спустя пять лет после смерти Адельгейды Август женился на её младшей сестре Иде (1804—1828).
В 1823 году Август стал наследным принцем, а ещё через шесть лет — Великим герцогом Ольденбургским.

## Дети
- Амалия (21 декабря 1818 — 20 мая 1875) — супруга короля Греции Оттона.
- Фридерика (8 июня 1820 — 20 марта 1891) — супруга Максимилиана Эммануэля фон  Вашингтона[нем.].